# ガーナ

ガーナ共和国
Republic of Ghana

国の標語：Freedom and Justice
（英語: 自由と正義）
国歌：God Bless Our Homeland Ghana（英語）
 神よ、祖国ガーナを賛美したもう

ガーナ共和国（ガーナきょうわこく）、通称ガーナは、西アフリカにある共和制国家。イギリス連邦加盟国。東はトーゴ、北はブルキナファソ、西はコートジボワールと国境を接し、南は大西洋に面する。首都はアクラ。

## 概要
ガーナは脱植民地化が活発であった最中の1957年、サハラ以南のアフリカにおいて初めて現地人が中心となってヨーロッパの宗主国から独立を達成した国家である。
イギリス領ゴールド・コーストと呼ばれていたが、独立に際して国名を「ガーナ」に変更した。
また、初代大統領クワメ・エンクルマは、アフリカ統一運動を推進したことで有名。
ダイヤモンドや金を産出しており、カカオ豆の産地としても有名。2010年12月から沖合油田で原油・ガス生産が始まり、国際的に大きな注目を集めている。

## 国名
正式名称は英語で、Republic of Ghana（リパブリク・オブ・ガーナ）。通称、Ghana [ˈɡɑːnə] ( 音声ファイル) ガーナ）。
日本語の表記は、ガーナ共和国。漢字表記では、加納。

### 語源
ガーナという名は、3世紀から12世紀にかけて西アフリカに存在した広大な帝国、ワガドゥに由来するものである。ワガドゥは、トランスサハラ交易に携わっていたアラブ人貿易商によって「ガーナ」と呼ばれていた。「ガーナ」は、ワガドゥの支配者の称号であった「カヤ・マガン」に由来すると考えられている。「カヤ・マガン」は、「金の支配者」という意味である。ゴールド・コースト植民地が独立準備を行っていた際、ガーナを独立に導いた指導者であり初代首相、後に初代大統領となったクワメ・エンクルマは、ガーナの人々の間に団結と解放感を呼び起こすことを目指して、将来の国名を「ガーナ」にすることに決定した。この国名は、彼らが共有する遺産と、かつてこの地域で繁栄した古代帝国のレガシーを強く惹起した。それは、ガーナの人々が自治と進歩、そして尊厳とレジリエンスのある未来を願う気持ちを凝縮したものであった。
また、アカン系諸民族は中世以降、中部ギニアの金産地を掌握し、いくつもの王国を建てた（アシャンティ王国、アクワム、デンキイラ、アキムなど）が、彼らの祖先は北からやって来たワガドゥの末裔との伝説を持っている。そのため、独立時にガーナ共和国との国名が採用された理由には、アカン系民族が多数を占めるゴールド・コースト植民地における民族構成の影響もあった。

## 歴史

### 紀元前後
この地域が注目されるのは、紀元前2000年紀のキンタンポ文化の出現からである。新石器時代後期に位置づけられるこの文化の人々は、森林とサバンナの境界地帯に住み、交易を行いつつも狩猟と採集によって暮らしていた。2世紀ごろからハニ遺跡で製鉄が行われたことがわかっている。

### 13世紀以前
現在のモーリタニアとマリを部分的にカバーする内陸国としてガーナ王国が8世紀 - 13世紀に存在した。サヘル地域にいたアカン族が現在のガーナを含むギニア湾以西の海岸付近にやってきたのは11世紀ごろである。

### 13 - 16世紀

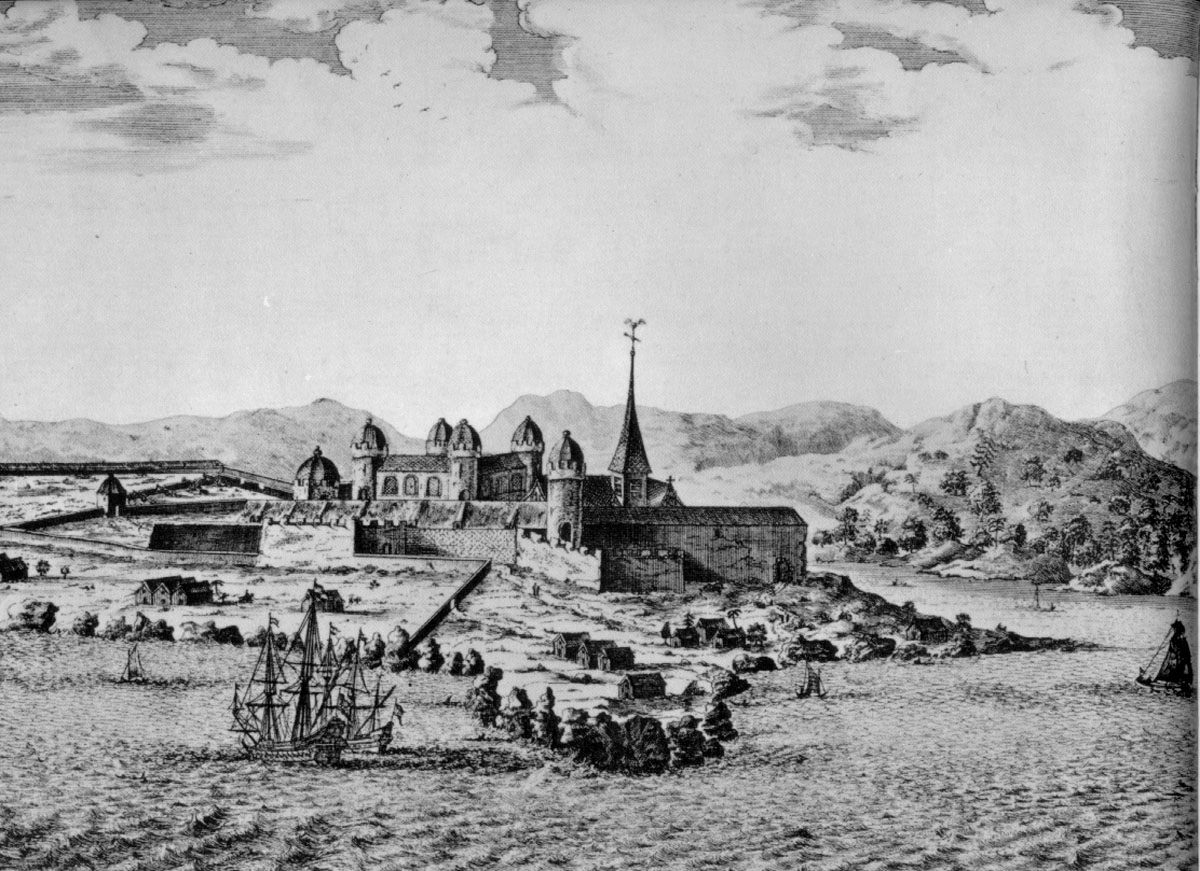
1688年のエルミナ城。この城砦から多くの奴隷が南北アメリカ大陸に連行されていった。

13世紀から16世紀は、ベゴーをはじめいくつかの町がサハラ交易の一端を担ったとも思われるが、ボノ・マンソに見られるように地域的なものにとどまった町もあったと思われる。また、西方からアカン人、モシ人、エウェ人、ゲン人（英: Mina-Gen people、グベ人 - 英: Gebe people）が移住し、先住民と対立しその後圧迫していった。
15世紀にはポルトガル人が到来し、エルミナなどに城塞を築き、奴隷貿易の拠点とした。その後、金が産出することがわかると「黄金海岸」と呼ばれるようになった。その後、ドイツ人やデンマーク人、イギリス人、オランダ人が来航し、金と奴隷の貿易を奴隷制が廃止される19世紀まで続けた。大西洋三角貿易により多くの人々がアメリカ大陸に連行され、1776年に独立したアメリカ合衆国においては、労働力として使われることとなった。

### アシャンティ王国

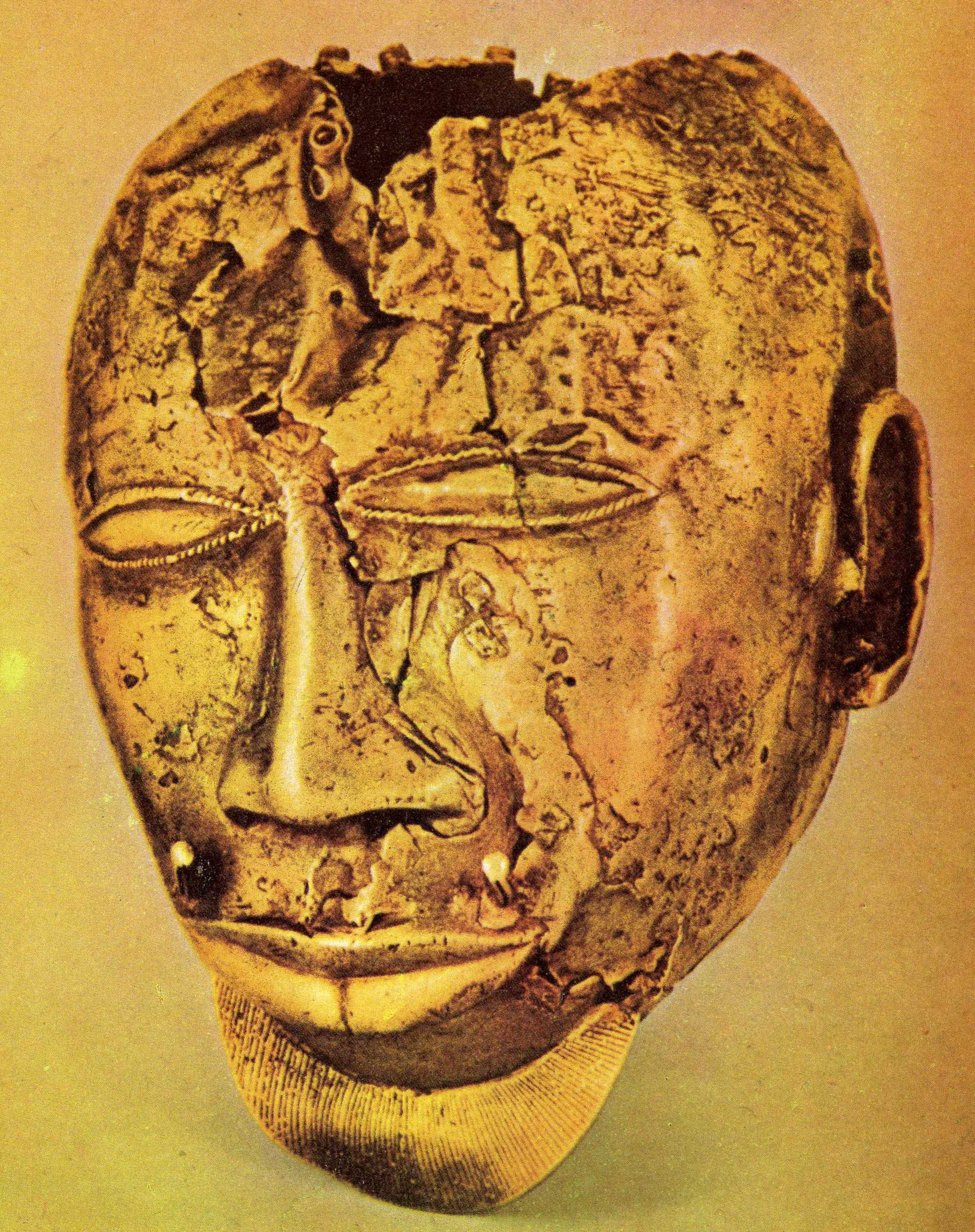
アシャンティ王コフィ・カルカリ（位:1867年 - 1874年）の黄金のマスク

17世紀には奴隷貿易で力を蓄え、ヨーロッパ人から購入した銃火器で周辺の民族に対して優位に立ったアシャンティ人のオセイ・トゥトゥがアシャンティ王国を建設し、大いに繁栄した。王国は18世紀から19世紀初頭にかけて全盛期を迎え、海岸部のファンテや北部のダゴンバなどを支配下に収めて現在のガーナの版図の大部分を勢力下とした。しかし、19世紀初頭にイギリスをはじめとする各国が奴隷貿易を禁止すると、アシャンティの主力輸出品は金となった。

### イギリス植民地
19世紀初頭には、この地域の海岸部にはケープコーストを拠点とするイギリスとエルミナを拠点とするオランダ、そしてデンマークの3か国が勢力を持っていた。このうち有力なのはイギリスであったが、奴隷貿易の禁止と海岸部のファンテ人の支配権をめぐってアシャンティとの関係が悪化し、1824年には第一次イギリス・アシャンティ戦争が勃発した。この戦争によってイギリスは沿岸部の支配権を確立し、1850年にはデンマークの砦を買収してさらに支配を固めたが、このころから再びアシャンティとの関係が悪化した。アシャンティはオランダ人と協力することでイギリスと対抗していたが、1872年にオランダがエルミナをはじめとするこの地方のすべての拠点をイギリスに売却し撤退したため交易ルートが途絶し、経済的に打撃をこうむった。このため同年第二次イギリス・アシャンティ戦争が勃発したが、イギリスは勝利を重ね、1874年にはアシャンティの首都クマシに入城して講和が締結された。この戦いのあと、イギリスは沿岸部の開発を進め、一方アシャンティは権威の失墜により勢力は大幅に縮小した。

### イギリス領ゴールドコーストへ
アフリカ分割が激化した1896年、イギリスは3度アシャンティに侵攻し、国王プレンペー2世を捕らえセーシェルへと流罪にした。この時点でアシャンティはイギリスの保護下に置かれたが、1900年にホジソン総督がアシャンティのレガリアである「黄金の床几」を要求したことで全土に及ぶ大反乱が勃発した（黄金の床几戦争）。この戦争でアシャンティは完全に滅亡し、イギリス領ゴールド・コーストは従来の沿岸部に加えアシャンティや北部などを編入した。

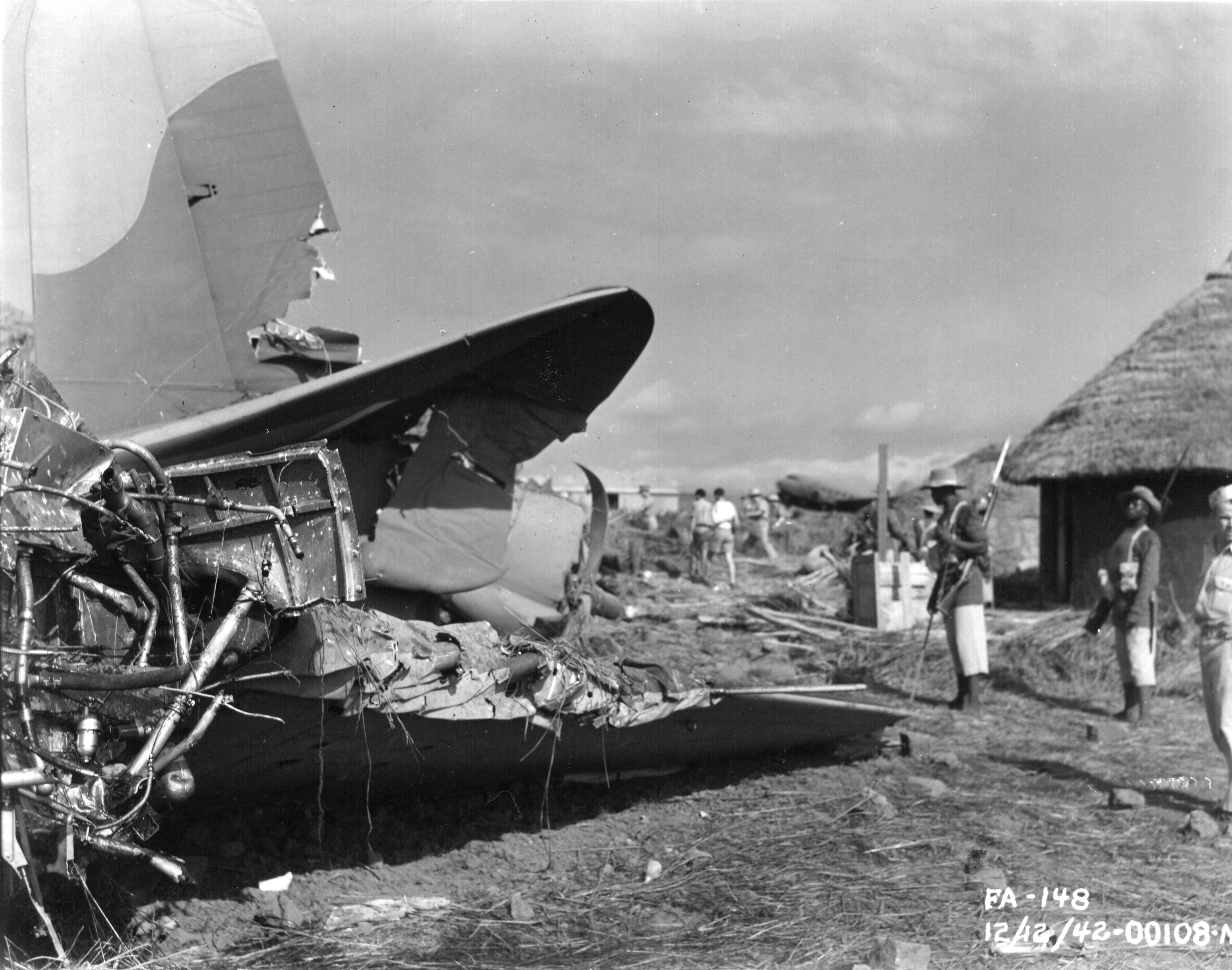
1942年12月12日に撮影されたガーナの首都アクラ近郊で墜落した爆撃機

英領ゴールド・コーストにおいては、従来の金や木材に加え、1879年にテテ・クワシによって持ち込まれたカカオ豆の栽培が急速に普及し、1911年には世界最大の生産国となった。こうした産品の輸出でゴールド・コースト経済は繁栄し、鉄道の敷設や学校の建設などが行われた。
イギリスは第二次世界大戦に連合国の1国として勝利したものの、その国力は衰退しており、これを受けて民族主義の気運が高まった。1947年には独立を目的とした「連合ゴールドコースト会議」が設立され、クワメ・エンクルマが1949年には会議人民党を設立した。部族間の争いを越えて独立を標榜する会議人民党は人々の広範な支持を得て、1951年の選挙では圧倒的過半数を占める第一党となった。

### 独立以降

独立の父クワメ・エンクルマ。汎アフリカ主義構想に基づいてアフリカ合衆国の建国を目指したが、1966年に失脚した。

1956年にはエンクルマの下に自治政府が成立し、翌1957年に東隣のイギリス領トーゴランドと合わせて独立を達成し、ブラック・アフリカ初の独立国となった。独立当初のガーナはイギリス国王を立憲君主に頂く英連邦王国であったが、1960年に共和制へ移行し、エンクルマが初代大統領となった。エンクルマは汎アフリカ主義を掲げ、冷戦下において社会主義圏（東側諸国）やギニアとの友好関係を強化し、財政強化に努めたが、債務超過など失政を招き1966年にクーデターで失脚した。政権を掌握した国家解放評議会はエンクルマの政策から脱し、1969年には選挙を実施した。同選挙でコフィ・ブシアが首相に選ばれ民政に移管したが、反エンクルマ政策によるアカン人中心主義的な政策が国内の諸民族の反発を招き、1972年にはイグナティウス・アチャンポン将軍がクーデターを起こし、政権を握った。しかし国情は安定せず、経済停滞から幾度か政変が発生した。
1979年に軍事クーデターを起こしたジェリー・ローリングス空軍大尉が政権を掌握し、民政移管期間を挟んで1981年に完全な軍政を敷いた。ローリングスはガーナ経済再建のためにIMFや世界銀行の構造調整計画を受け入れ、所得格差の拡大とともにガーナ経済と政治の安定化を達成した。ローリングスは複数政党制を認めた1992年の選挙で大統領に選出され、軍政から民政移管した。これを受けて、政治をボイコットしてきた野党も国政に参加を表明し、国情は安定を迎えた。ローリングスは2001年まで大統領を務め、後任には選挙に勝利した新愛国党のジョン・アジェクム・クフォーが大統領に就任した。

### 近年

西トーゴランド

政情が安定し、自由選挙により平和的に政権が移譲されるようになったことから、現在は西アフリカにおける数少ない議会制民主主義国として知られるようになった。2009年の選挙では国民民主会議が勝利し、ジョン・アッタ・ミルズが大統領に就任した。2012年7月24日、ミルズは首都アクラの病院で急死。副大統領のジョン・ドラマニ・マハマが大統領に昇格した。2016年の選挙では新愛国党が政権を奪回し、ナナ・アクフォ＝アドが大統領の座に就いた。
2020年9月25日、ガーナ東部の分離独立派が西トーゴランドの独立を宣言した。

## 政治

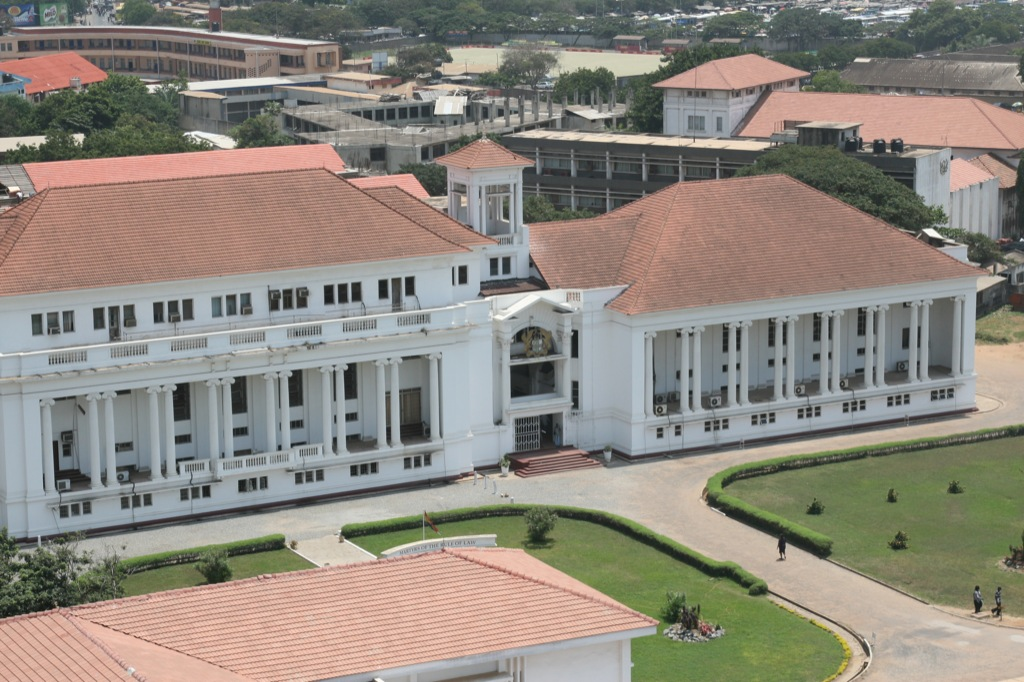
ガーナの最高裁判所

ガーナは国家体制として共和制、大統領制をとる立憲国家である。現行憲法は1992年4月28日に制定されたもの。

### 行政
国家元首である大統領は、国民の直接選挙により選出される。任期は4年。3選は禁止。内閣に相当する閣僚評議会のメンバーは大統領により任命されるが、国民議会の承認が必要である。首相職はかつて存在したが、現行憲法下では存在しない。

### 立法
立法府は一院制の国民議会。定数は230議席で、議員は小選挙区制に基づき国民の直接選挙によって選出される。議員の任期は4年である。
ガーナは1992年に現行憲法が施行されて以降、複数政党制が認められており、実質的には二大政党制が機能している。1つは自由民主主義を掲げる中道右派の新愛国党（NPP）、もう1つは社会民主主義を掲げる中道左派の国民民主会議（NDC）である。その他の勢力は二大政党ほどの影響力は持っていないが、比較的有力なものに人民国民会議（PNC）がある。かつてクワメ・ンクルマ初代大統領のもとで権勢を振るった会議人民党（CPP）は現在も存続しているが、勢力は弱体化している。

### 司法
司法府の最高機関は最高裁判所であり、その下に高等裁判所、巡回裁判所、地方裁判所が置かれている。

## 国際関係
西アフリカ諸国経済共同体の主導的な立場にある国のひとつである。アフリカの周辺諸国のみならず、旧宗主国のイギリスをはじめとした欧米諸国とも友好関係を保っている。
日本との関係では、野口英世がイギリスの植民地下のガーナで黄熱病の研究中に死去しているなど、古くから関係があり、英世の故郷である福島県の福島県立医科大学が医師を派遣するなど関係も深い。日本の援助で、1979年にガーナ大学に野口記念医学研究所が設立された。また2006年には、千葉県浦安市などから自転車などの無償援助を受けている。2009年の国際交流基金による日本語教育機関調査では、ガーナにおける日本語学習者の数は906人であり、サハラ以南では、中央アフリカ、マダガスカル、ケニアに継ぐ第4位である。2021年10月現在の在留日本人数は267人、2020年12月現在の在日ガーナ人数は2,506人である。
日本のガーナからの輸入品の大半はカカオであり、2013年にはガーナからの輸入の76.7%を占めていた。2025年現在でも日本の輸入カカオ豆の8割がガーナ産である。大手菓子メーカーロッテの商品「ガーナチョコレート」により、日本においてはガーナがカカオ豆の産出地であることが知られている。

### 日本との関係
駐日ガーナ大使館
- 住所：東京都港区西麻布1丁目5-21
- アクセス：東京メトロ日比谷線/都営大江戸線六本木駅2番出口

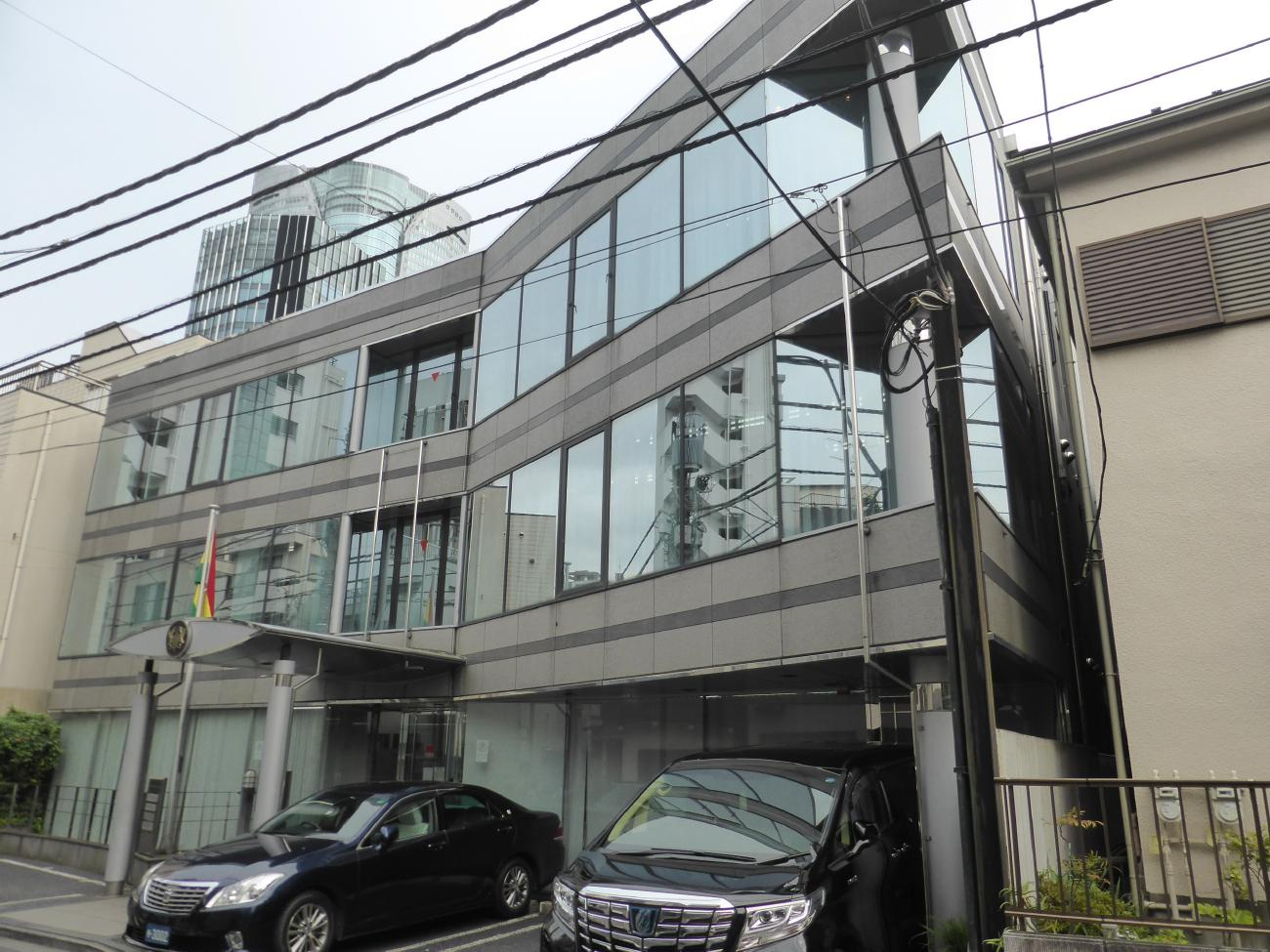
ガーナ大使館全景
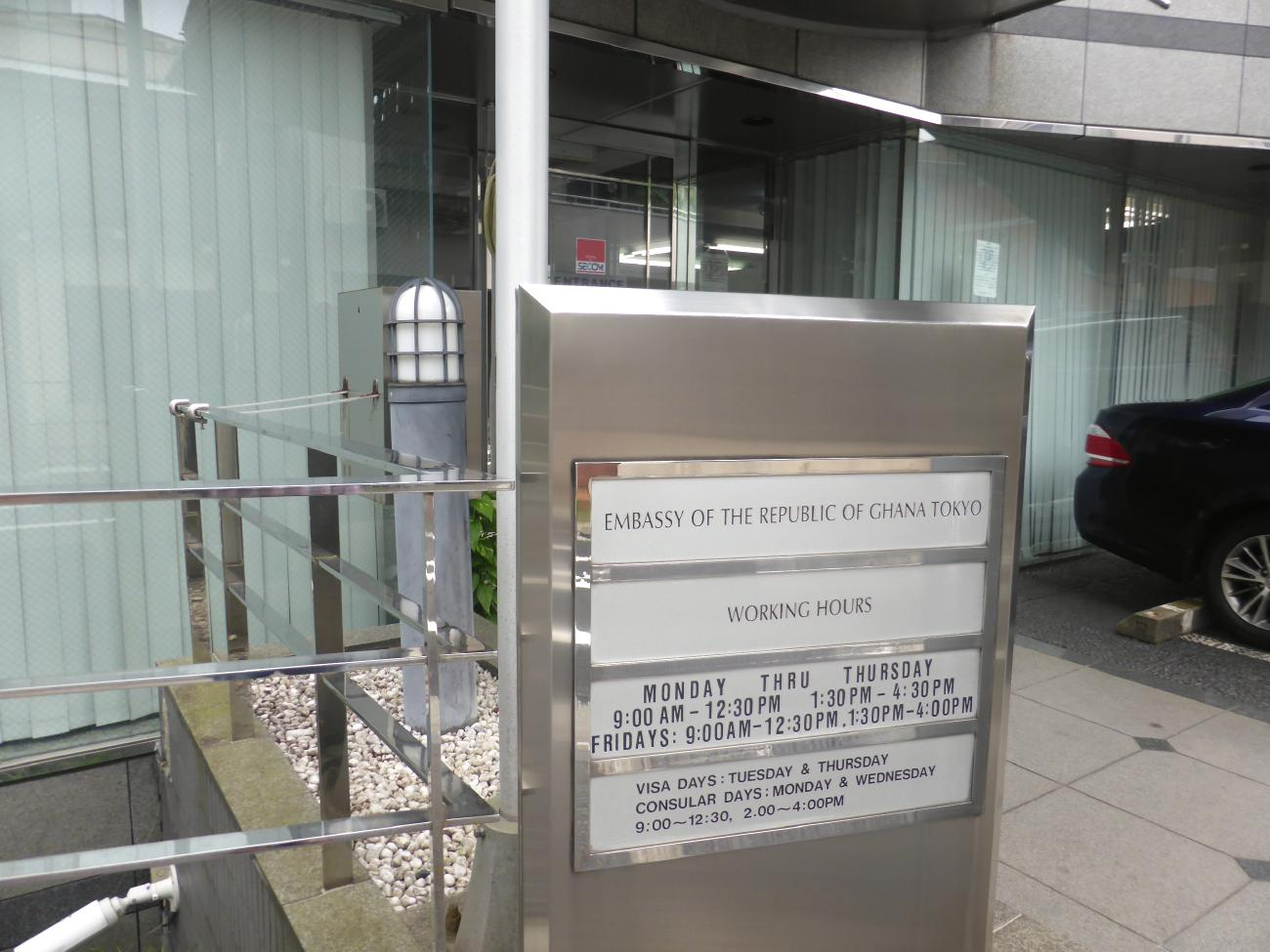
ガーナ大使館開館時間
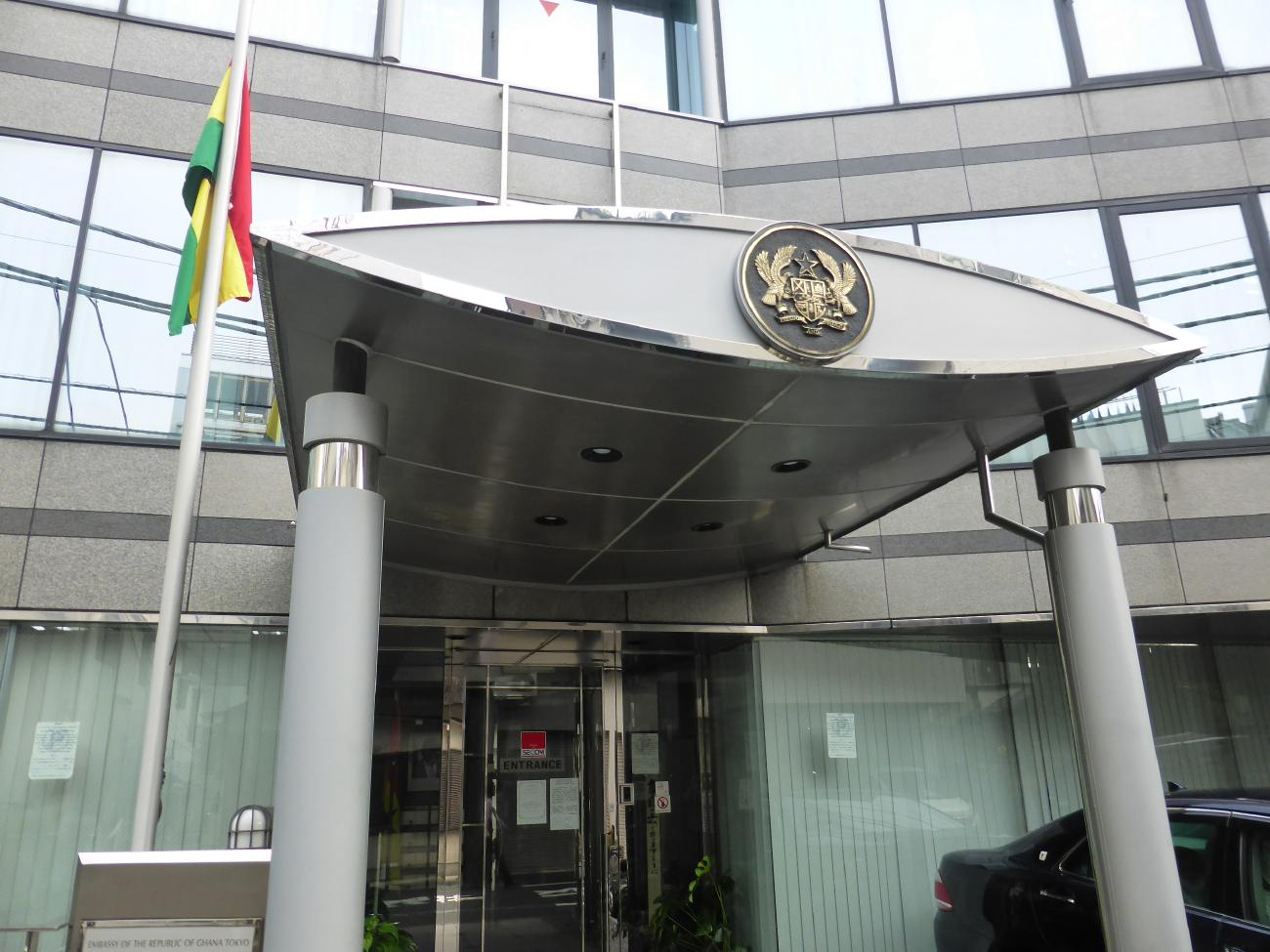
ガーナ大使館正面玄関

## 軍事
ガーナ軍（GAF）は地上軍と海軍、空軍の3つで構成されている。また、同国では国境警備隊が配備されており、警備隊の最高軍事司令官は同国軍と同じく大統領が兼任している。

## 地理

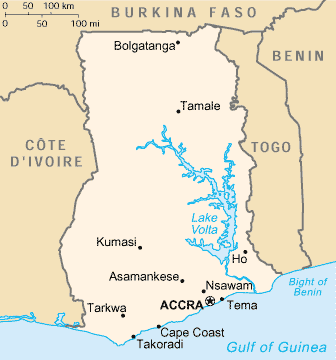
ガーナの地図

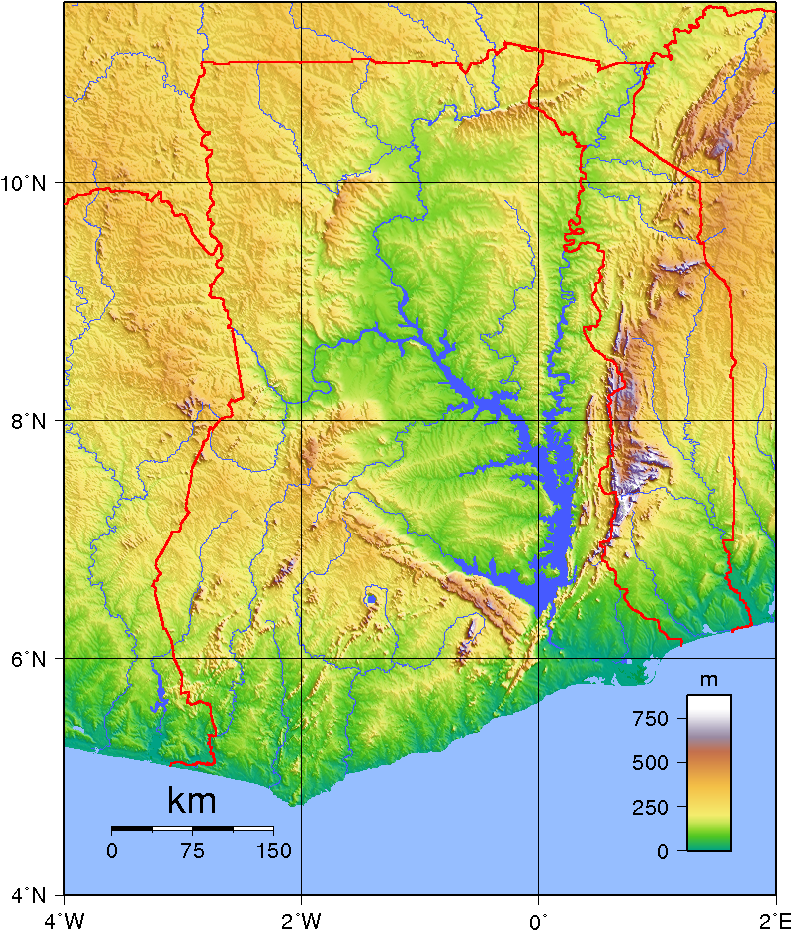
ガーナの標高図

ギニア湾に面しており、ヴォルタ川流域の低地が国土の大半を占めるため、最高標高点は885メートルに過ぎない。ヴォルタ川水系の面積は国土面積の７7%を占める。特に1965年にヴォルタ川をせき止めて作ったアコソンボダムが有名。自然湖としてボスムトゥイ湖が存在している。
気候的には全土が熱帯に属する。西部州やアシャンティ州をはじめとする南西部は熱帯モンスーン気候（Am）に属し、多量の降雨に恵まれて熱帯雨林が広がっている。ガーナ経済を支えるカカオはおもにこの地域で栽培される。海岸部でも首都アクラを中心とする東部は降水量が少なく、サバナ気候（Aw）に属する。中部から北部にかけてもサバナ気候に属し、サバンナが広がる。北に行くほど降水量は少なくなり、乾燥の度合いが強くなるが、少ない地域でも1,000ミリ前後の降水量はある。

## 地方行政区分

ガーナの州

ガーナは2018年以降16州（region）から構成されている。
- アハフォ州（Ahafo）
- アシャンティ州（Ashanti）
- ボノ州（Bono）
- ボノ・イースト州（東ボノ州、Bono East）
- セントラル州（中央州、Central）
- イースタン州（東部州、Eastern）
- グレーター・アクラ州（大アクラ州、Greater Accra）
- ノース・イースト州（北東州、North East）
- ノーザン州（北部州、Northern）
- オティ州（Oti）
- サバンナ州（Savannah）
- アッパー・イースト州（上東州、Upper East）
- アッパー・ウエスト州（上西州、Upper West）
- ヴォルタ州（Volta）
- ウェスタン州（西部州、Western）
- ウェスタン・ノース州（北西部州、Western North）

### 主要都市
最大都市は南部海岸にある首都のアクラである。第二都市であるクマシは旧アシャンティ王国の首都であり、英領となったあともカカオなどこの地域の物産の集散地として栄えた。南部海岸にあるセコンディ・タコラディも植民地時代からの都市であり、深水港を持つ。北部の中心都市はタマレである。

## 経済

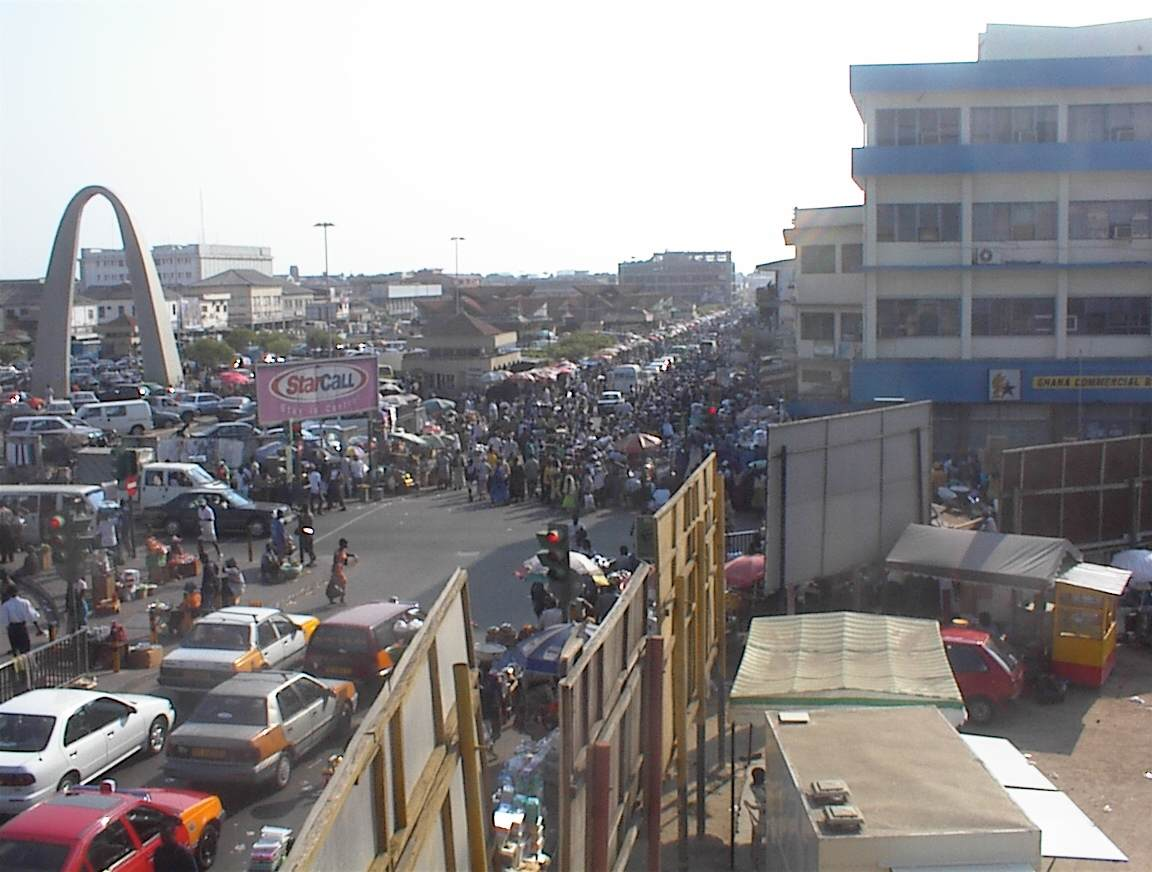
首都アクラのダウンタウン

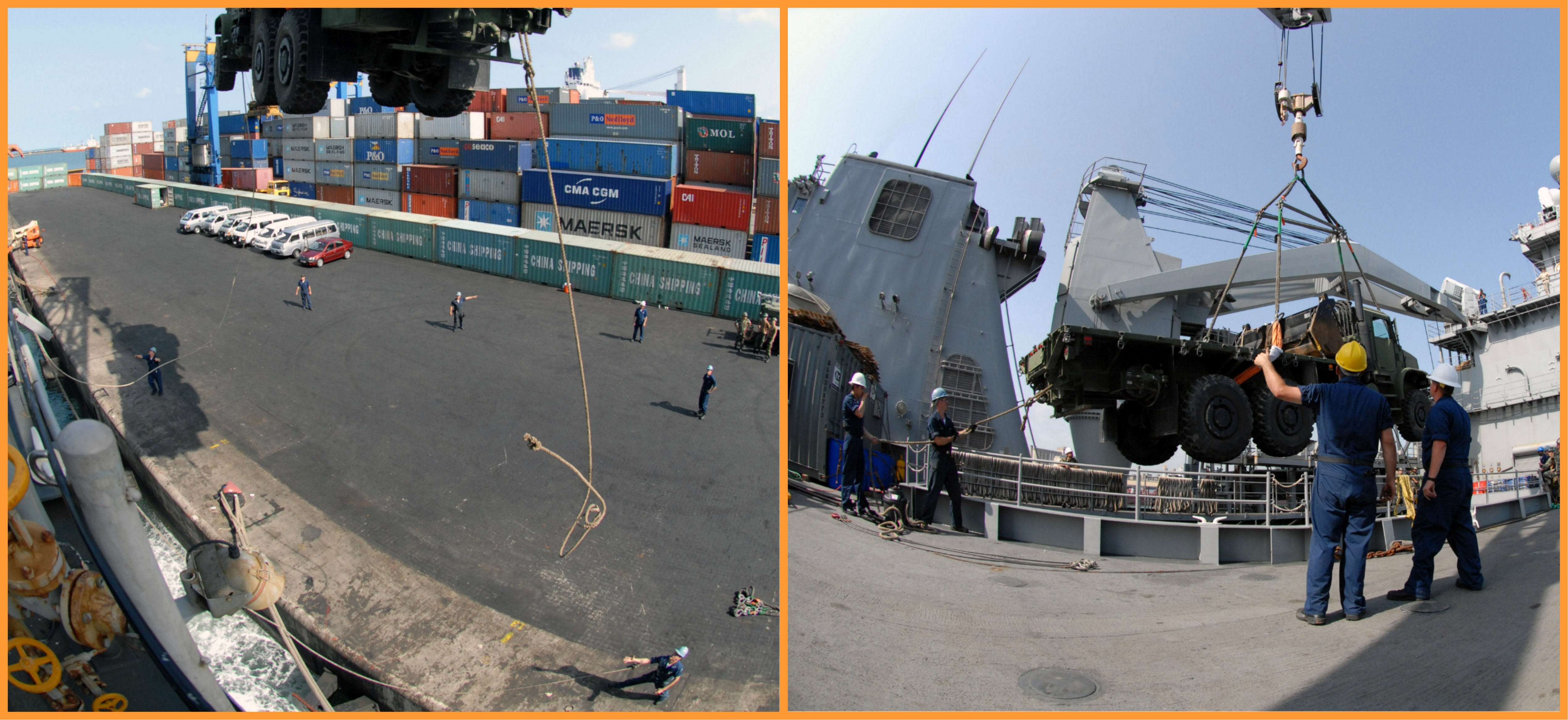
左テマ港、右タコラディ港

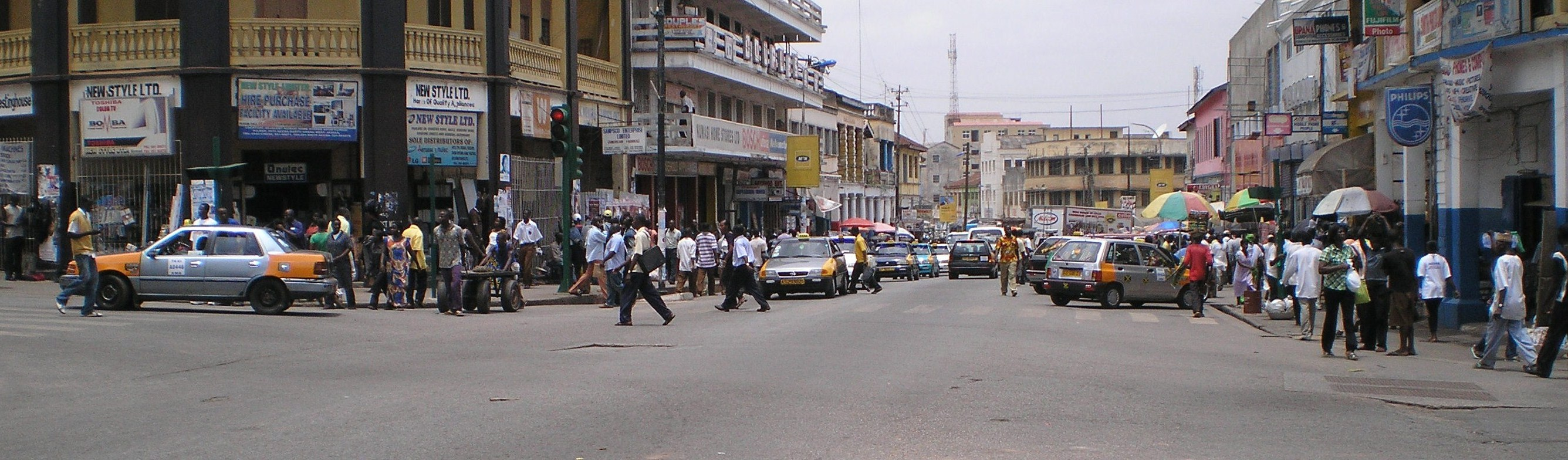
クマシ

2013年のガーナのGDPは約442億ドルであり、長崎県とほぼ同じ経済規模である。同年の一人当たりのGDPは1,729ドルであり、世界平均の2割程度で世界的に下位に留まっているが、近年は原油の商業生産が始まったことにより経済成長も著しい。
経済は農業・鉱業などなどの一次産業に依存し、特にカカオは世界有数の産出量を誇る。独立直後から債務超過に悩んでいたが、1983年以降、構造調整を実施して経済の再建に取り組んだ結果、1980年代後半から平均5%のGDP成長率を達成しアフリカにおける構造調整の優等生として評価されてきた。
2000年代に入ると金やカカオの国際価格の低迷、主要輸入品である原油価格の高騰などにより経済は低迷。2001年3月、拡大HIPC（重債務貧困国）イニシアティブ適用による債務救済申請を行う政策転換を行い、経済再建へ向けた努力を行っている。その結果、マクロ経済状況は改善、安定してきている。

### 鉱工業
ガーナ最大の輸出品は金であり、2013年度には総輸出額の42.6%を占めた。金は古くからこの地域の特産品であり、アシャンティ王国の隆盛を支えた。植民地時代の黄金海岸（ゴールド・コースト）の名もこれに由来している。かつては原油の純輸入国であったが、2007年6月から沖合で油田がいくつか発見され、2010年以降ガーナは原油の輸出国へと転じた。2013年には原油輸出は総輸出額の23.8%を占め、ガーナ第2の輸出品となっている。
電力はアコソンボダムによる大規模な水力発電が行われており、総発電量のうち水力の割合は6割強を占める。この電力はトーゴやベナン、コートジボワールに輸出されており、テマ市ではこの電力によるアルミニウム精錬も行われている。しかし水力発電は旱魃に弱く、また近年の経済成長と送電網の不備により電力不足がたびたび生じている。
近年、金やダイヤモンドなどの詐欺事件が多発し、対策として高価値鉱物マーケティング公社（PMMC）という公的機関も設立されているが、公的機関の書類自体も偽造されている場合があり注意が必要である。2000年代後半には金の価格が高騰し、関連産業も賑わいを見せるようになったが、次第に中国人が流入した。2013年には3万人とも5万人とも推定される労働者（鉱夫）が違法労働を行うようになり、当局に検挙される事例が増えている。
2020年、フォルクスワーゲンがガーナに進出して自動車組み立て工場の建設に着手。年間生産量は5000台を計画しているが、2019年のガーナの新車登録台数は5700台となっており、余剰生産分は周辺国などへの輸出が検討されている。

### 農林業
カカオ豆は、1879年にテテ・クワシによって導入されたのち栽培が順調に拡大し、1911年にはガーナは世界最大の生産国となった。その後も植民地期を通じてカカオはガーナ最大の産業であり続け、1960年代中盤までその地位は揺らがなかった。しかし独立後のカカオ政策の混乱と価格低落によって生産量は急減し、コートジボワールに生産量1位の座を明け渡すこととなった。その後生産量は回復し、2013年度には生産世界第2位、ガーナ総輸出額の10.9%を占めた。
カカオ豆の生産は、ほとんどが貧困にあえぐ零細農家の手により行われており、農地（焼畑農業）拡大のための場当たり的な森林伐採、児童労働の誘発など環境や社会経済に大きな影響を与えている。2019年11月、アフリカへの投資フォーラムへ出席したナナ・アクフォ＝アド大統領は、コートジボワールとともに豆の価格管理を進めることを発表した。演説の中で「チョコレート産業は1,000億ドル規模だが、農家が労働と引き換えに手にする額は60億ドルにすぎない」として農家への還元を求めた。
一方、カカオの生産は天候に左右されやすく、2023年から2024年にかけて発生した干ばつでは収穫量が極端に減少。カカオの木が枯れる被害も発生した。
また、高い失業率と貧困の蔓延を背景とするガラムジー（金の違法採掘）の広がりに伴って、かつては活況を呈していたウエスタン州やアシャンティ州のカカオ農園は大幅に縮小しており、約1万9000ヘクタールが金の採掘場に転換された。
農林産品としてはこのほか、カシューナッツや木材の輸出もある。自給用作物としては、キャッサバ・ヤムイモ・タロイモの生産が世界10位以内となっている。
1990年時点の森林率は42%であるが漸減傾向にある。これは木材生産量の95%が国内向けの燃料用材となっており、大規模な伐採が続いているためである。

### 2022年デフォルト
2022年12月19日、ガーナは経済危機に見舞われ、事実上のデフォルト（債務不履行）に陥った。その後も高い債務返済負担、脆弱な税務行政、高いインフレ率（2025年現在21.2%）などの問題に直面したが、商業債権者との債務再編交渉が進み自国通貨が上昇。2025年5月9日、S&Pグローバル・レーティングはガーナの長期・短期外貨建てソブリン信用格付けを「SD/SD」（選択的デフォルト状態）から「CCC+/C」に引き上げた。

## 交通

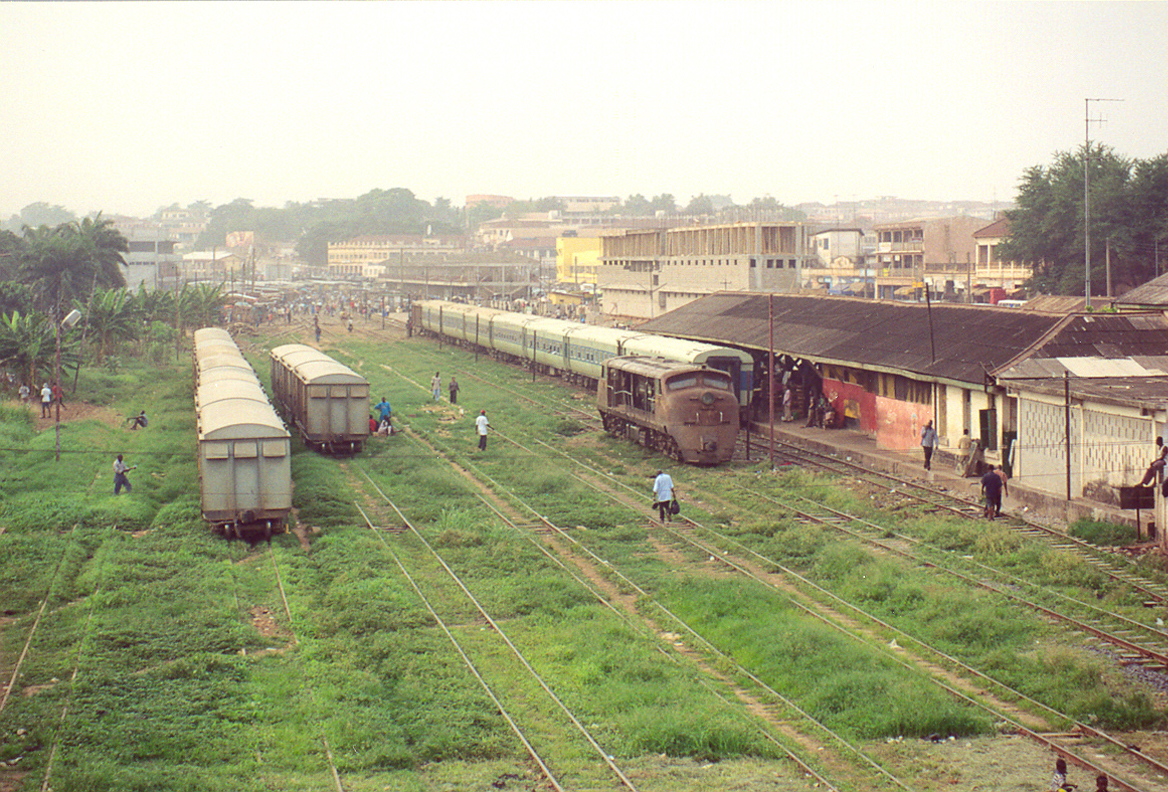
クマシの鉄道駅

コトカ国際空港は同国におけるハブ空港であり、国内線のみならずアフリカの近辺国や欧米との航空路線も多く運航されている。鉄道は1903年の開通後、アクラ、クマシ、セコンディ・タコラディの3都市を互いに結ぶ路線網を維持しているが貨物主体であり、2011年時点で、旅客列車はアクラ近郊の2路線（テマなど）のみの運転となっている。一般の旅客輸送はトロトロ（ワゴンタイプのミニバス）や大型の都市間バスなどが主体となっている。

## 国民

### 民族
2000年のセンサスによれば、アカン人（ファンティ人、en:Akyem、アシャンティ人、en:Kwahu、en:Akuapem people、en:Nzema people、Bono、en:Akwamu、en:Ahanta people、その他）が45.3%、モシ・ダゴンバ人が15.2%、エウェ人が11.7%、ガー人が4%、グルマ人が3.6%、グルシ人が2.6%、マンデ・ブサンガ人が1%、その他の民族が1.4%、ヨーロッパ人やアラブ人などその他が7.8%となっている。

### 言語
公用語は英語であり、その他にアカン語、ダバニ語、エウェ語、ガー語などが使われる。
政府公認言語として、トウィ語アクアペム方言（Akuapem Twi）、トウィ語アサンテ方言（Asante Twi）、エウェ語（Ewe）、ダガリ語（Dagaare）、ダバニ語（Dagbani）、アダングメ語（ダンメ語）（Dangme）、ガ語（Ga）、ゴンジャ語（Gonja）、カセム語（Kasem）、ファンティ語（Mfantse）、ンゼマ語（Nzema）がある。

### 婚姻
女性は婚姻時に改姓すること（夫婦同姓）もしないこと（夫婦別姓）も可能である。

### 宗教

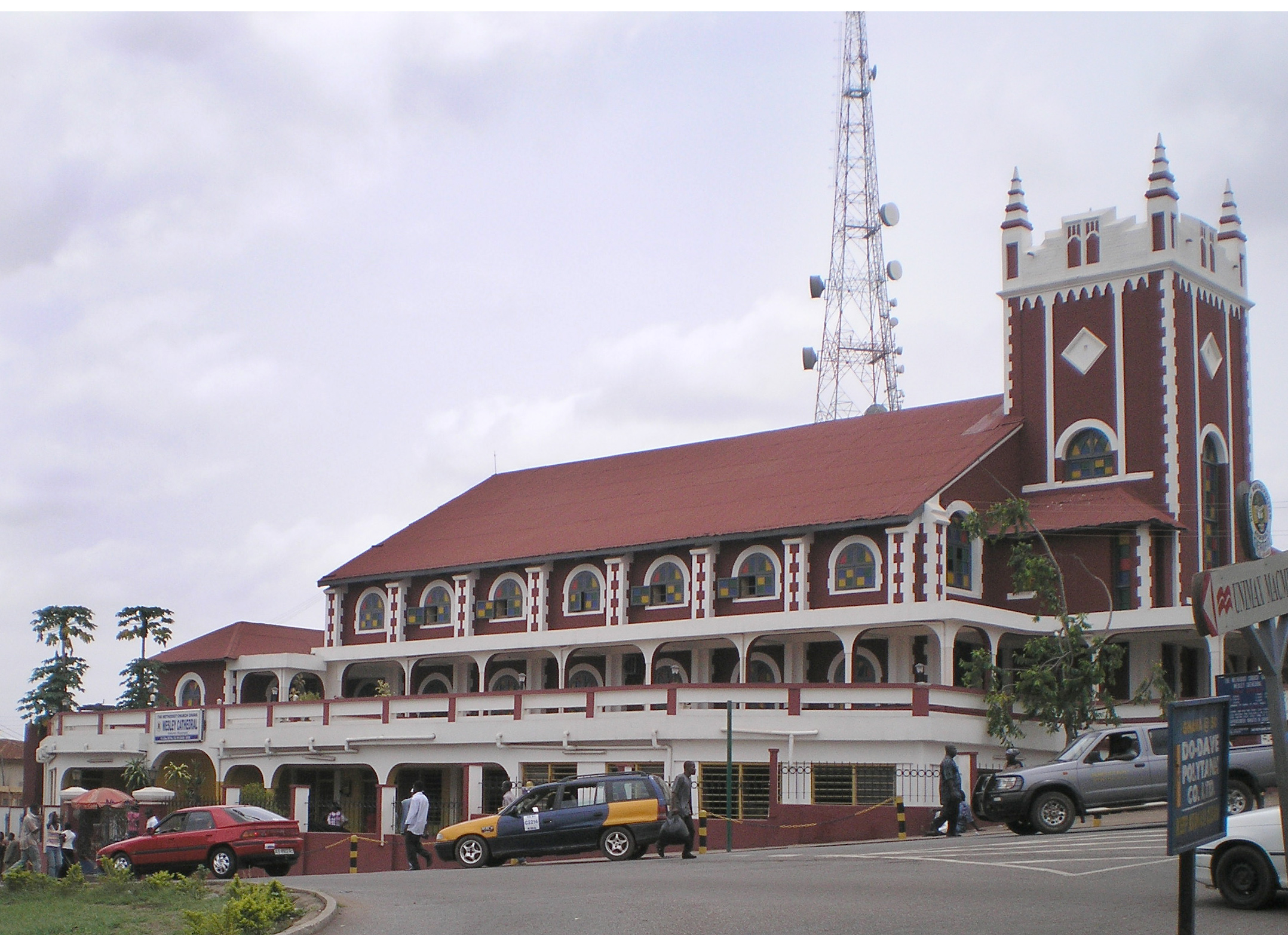
クマシのキリスト教大聖堂

2000年のセンサスによれば、国民の68.8%がキリスト教徒である。そのうちの24.1%がペンテコステ派、18.6%がプロテスタント、15.1%がカトリック、その他のキリスト教が11.5%である。イスラームは国民の15.9%を擁し、伝統宗教が8.5%、その他の宗教が0.7%、無宗教が6.1%となる。

### 教育
2年間の就学前教育と6年間の初等教育が義務教育であり、初等教育の後に3年間の前期中等教育と4年間の後期中等教育を経て高等教育への道が開ける。初等教育から学校教育における教授言語は英語であり、ガーナの公立学校では小学校1年生から英語で授業が行われる。2000年のセンサスによれば、15歳以上の国民の識字率は57.9%（男性：66.4%、女性：49.8%）である。2005年にはGDPの5.4%が教育費に支出された。
おもな高等教育機関としてはガーナ大学（1948）、クマシ大学、クワメ・エンクルマ科学技術大学、ケープ・コースト大学などの名が挙げられる。

### 保健

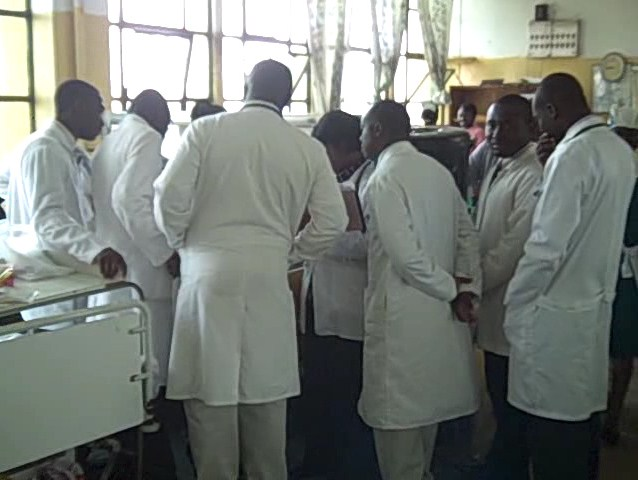
ガーナの医者

イギリス植民地時代に入植者によって保険制度は整えられたもの、今だに医療状況は先進国に比べ劣悪である。特にマラリアとAIDSの感染状況は酷く、2022年に外務省の発表によると年間1500人程度がマラリアで命を落としている。外務省は渡航者に対し、予防薬の常備が欠かせないと注意喚起している。2014年のガーナ政府の健康調査で、生後6ヶ月から5歳までの子供のマラリアの罹患率は36%であると報告された。

#### 医療
ガーナはユニバーサルヘルスケアが実現され、政府所管の国民健康保険（NHIS）にて実現されている。医療はさまざまなものが提供され、1,200万人が国民健康保険に加入している。都市部は病院、診療所、薬局とも十分に整備され、国内には200以上の病院が存在し医療観光の受入国になっている。
2013年の平均寿命は、男性66歳、女性67歳、乳児死亡率は1,000出生あたり39である。2010年では、人口10万あたり医師は15人、看護師93人であり、GDPの5.2%が保健支出であった。ガーナ市民はプライマリヘルスケアにアクセスする権利がある。ガーナの医療制度はアフリカ諸国においてもっとも成功したものであるとビル&メリンダ・ゲイツ財団は評している。2012年では、15 - 49歳成人のHIV罹患率は1.40%であった。

## 治安
同国の治安情勢は、西アフリカ諸国において比較的良い部類とされているが、日本外務省における2017年時点での危険情報によればガーナ全域が危険レベル1との注意が発令されており、2020年2月時点から隣国ブルキナファソの治安悪化に伴い、ブルキナファソとの国境地域とトーゴ、コートジボワールとの一部の国境地域に対する危険度がレベル2に引き上げられている。そして、2024年10月、アッパー・イースト州などで部族間の対立が激化していることが確認されており、夜間外出禁止令が発出していることから、アッパー・イースト州をレベル2に引き上げ、不要不急の渡航をやめるよう勧告した。加えて、首都アクラを中心に外国人を狙った犯行が発生している問題点がある。
また、ガーナでは治安の良くない地域がピンポイントに存在しており、北部州のビンビラやクパティンガ、ブンプルクならびにヴォルタ州のアラヴァンヨやウコンヤは首長が没したことによって次代首長の座を巡って争いが勃発していたり、部族と同国政府の衝突が起きていることをはじめ、当該エリアから夜間外出禁止令も出されている事情により治安が安定しておらず、他のアフリカ諸国地域同様に今後の変化が大きいものとなる可能性があることを留意する必要がある。
更に、観光客を狙った巧妙な詐欺事件も発生しているとの報告があり、悪質なガイドに気を付けるよう注意が発されている点から現時点で治安の心配がないと言い切るのは難しい面が見える。

## 文化

### 食文化

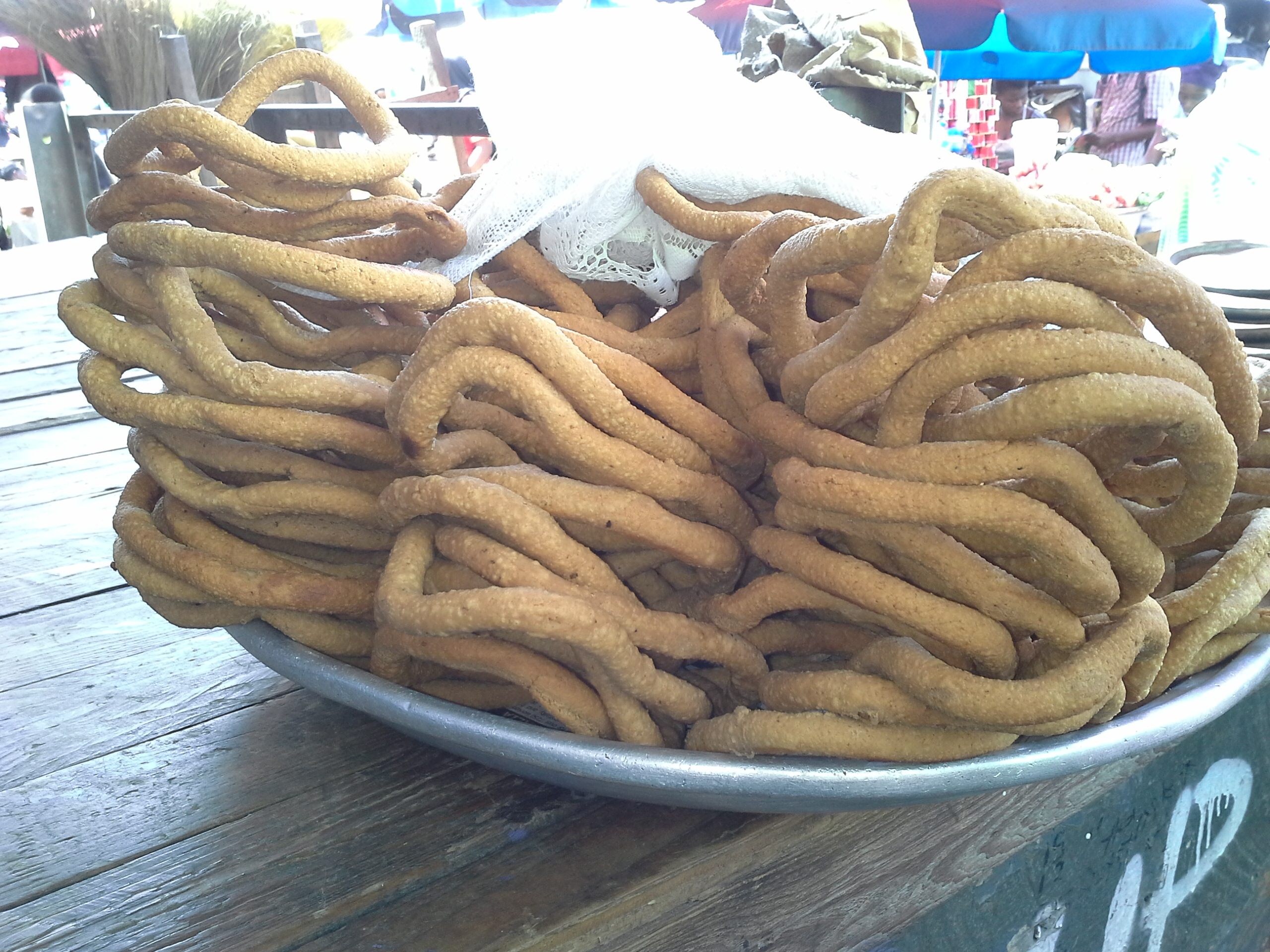
クリクリ。ピーナッツから作られる菓子で、ガーナをはじめとする西アフリカ諸国で広く食されている。

ガーナの食事は主食にシチューを付け合わせるのが基本であるが、主食の種類は数多い。ヤムイモ、キャッサバ、プランテンバナナ、モロコシ、トウモロコシ、トウジンビエなどが主食として食されるほか、都市化の進展に伴い米の消費も伸びている。食べ方としてはイモ類やバナナはそのまま、キャッサバや穀物は一度製粉してから練粥にして食べる。また、イモ類やバナナを杵と臼でついて餅状にしたフフも広く食べられている。

### 文学
小説家を数多く輩出している。代表的な人物にはクオブナ・オトバ・クゴアーノ、アイシャ・ハルーナ・アッタ、ナナ・オフォリアッタ・アイムらが存在する。

### 音楽

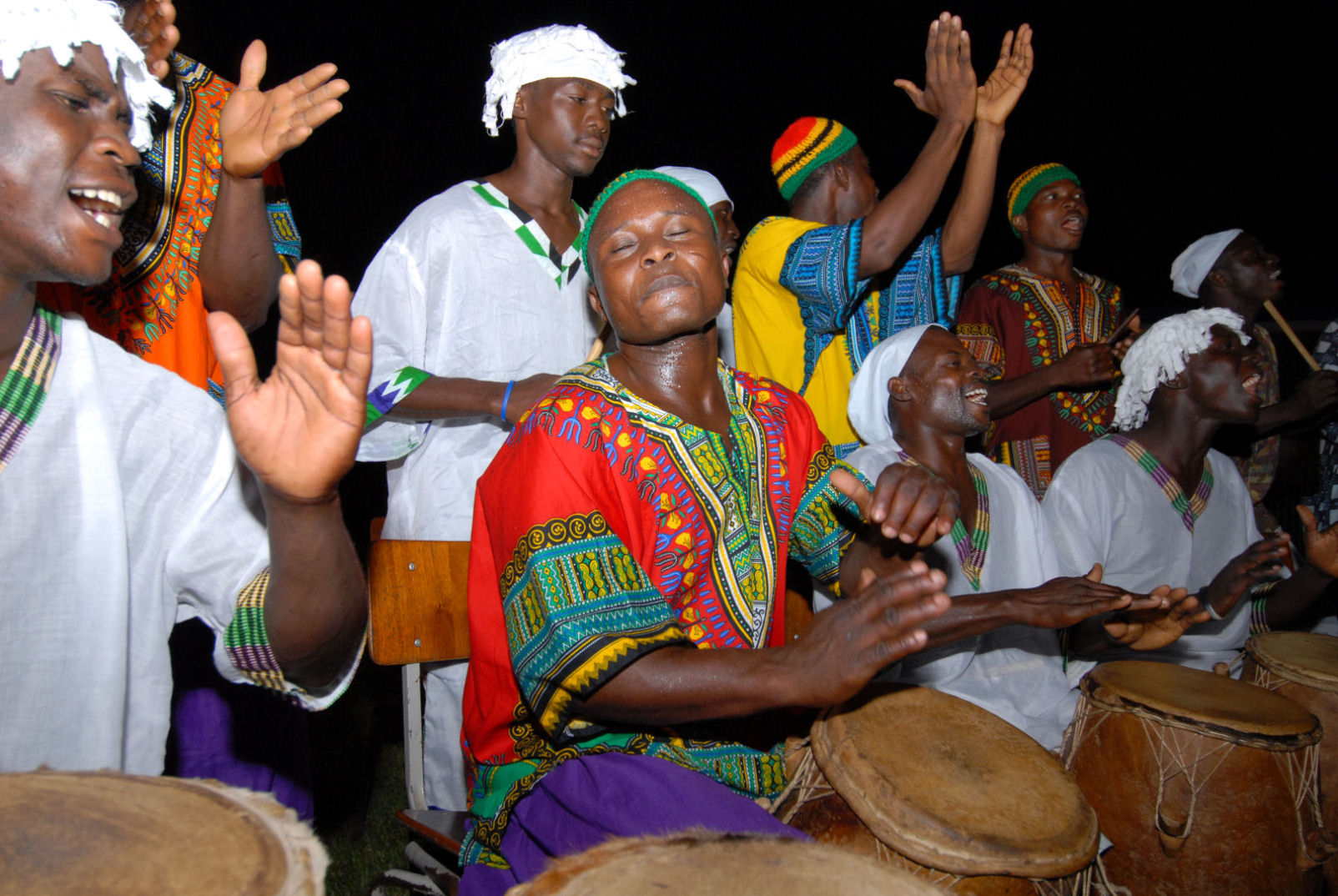
ガーナの鼓手

1920年代にリベリアやシエラ・レオネで生まれたパームワイン・ミュージックを発展する形でハイライフが生まれた。ハイライフは最初期に成立したアフリカのポピュラー音楽であり、近隣のナイジェリアやシエラ・レオネなど英語圏に拡大したほか、ベルギー領コンゴにも波及してフランコやパパ・ウェンバらに影響を与え、キューバ音楽とともにリンガラ・ポップス（ルンバ・ロック）成立に大きな影響を与えた。
1990年代にはハイライフ、アフロ＝レゲエ、ダンスホール、ヒップ・ホップなどの影響を受けた若者によって新たなジャンルが創造された。この新たなハイブリッド音楽はヒップライフと呼ばれている。R&B/ソウルの歌手ライアン・ベンソンやハイライフ歌手のコージョ・アントウィ、ラッパーのティンチー・ストライダーなどのガーナのミュージシャンは国際的な成功を収めている。

### 映画

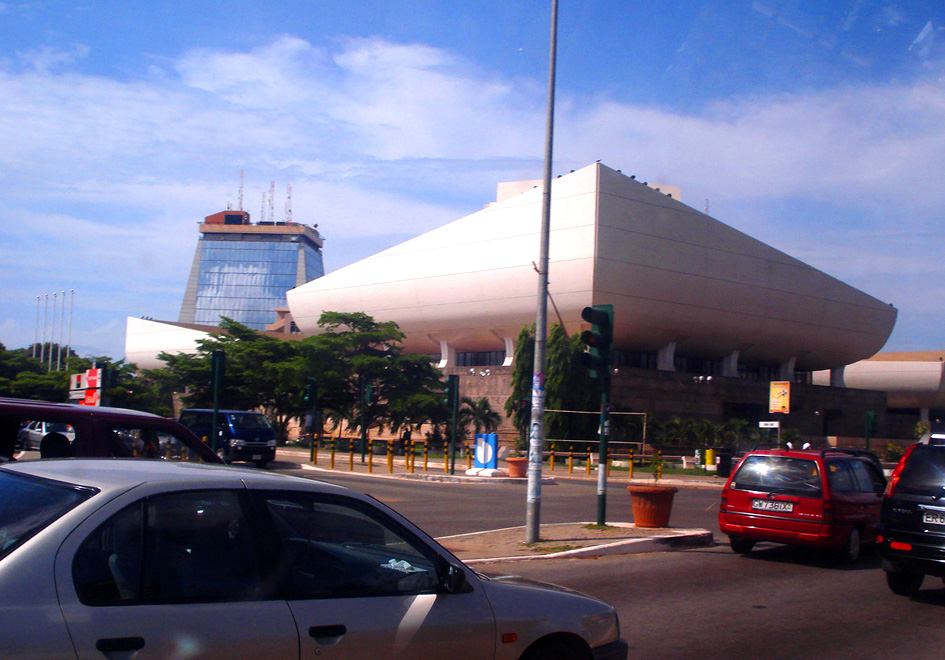
ガーナ国立劇場
アクラにて撮影

### 世界遺産
ガーナ国内には、ユネスコの世界遺産リストに登録された文化遺産が2件存在する。

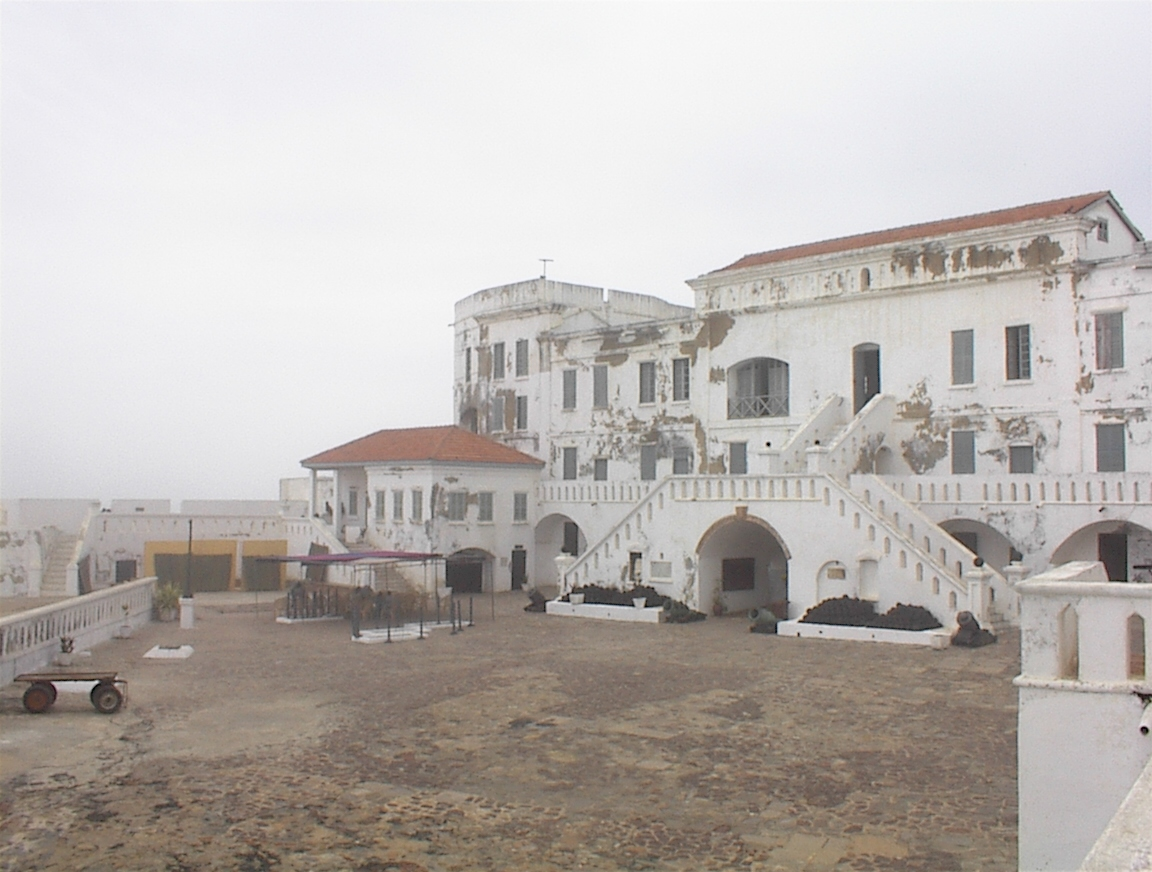
ヴォルタ州、グレーター・アクラ州、セントラル州、ウェスタン州の城塞群 - （1979年、文化遺産）
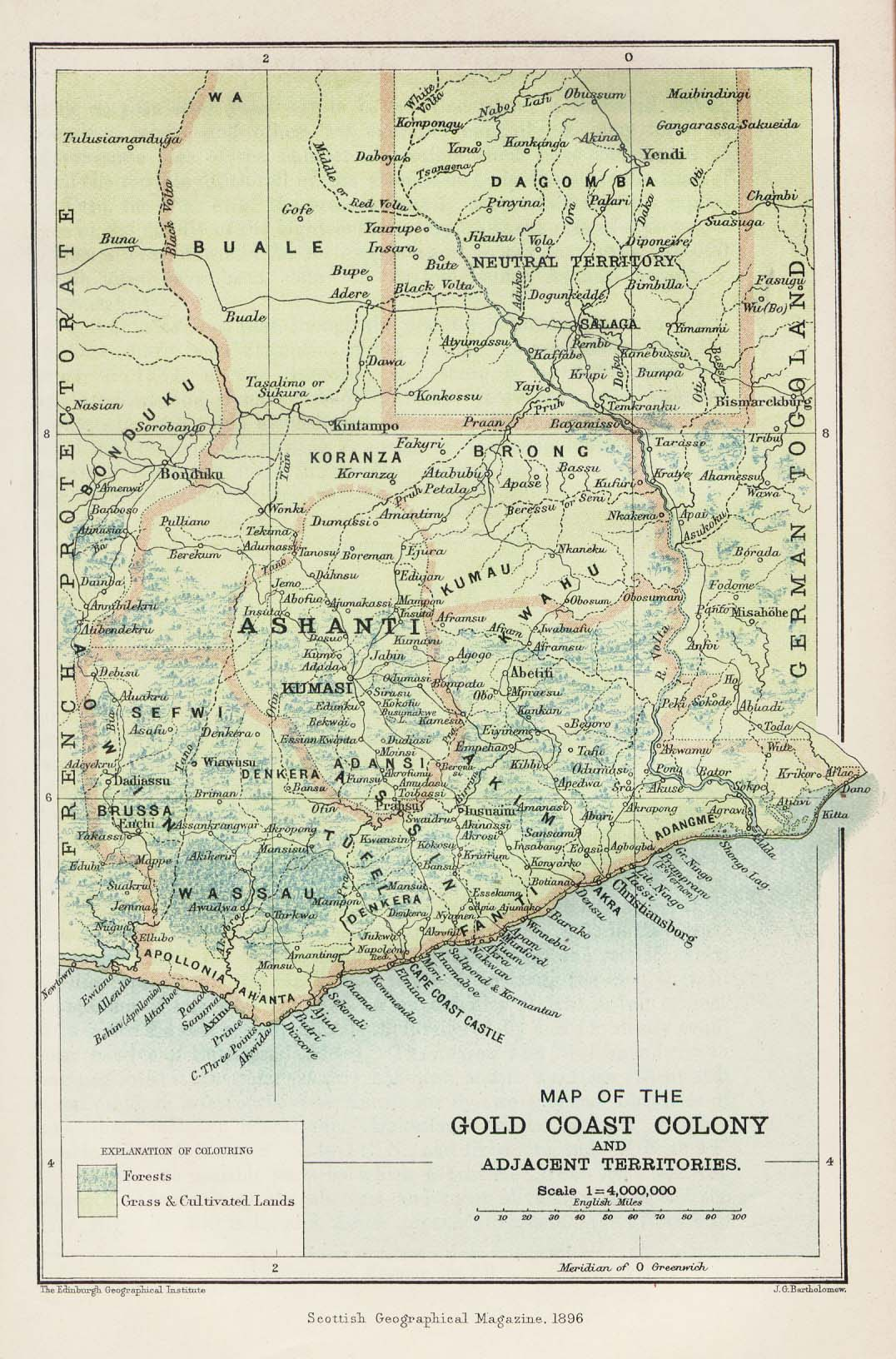
アシャンティの伝統的建築物群 - （1980年、文化遺産）

### 祝祭日
| 日付                     | 日本語表記               | 現地語表記                 | 備考 |
| ------------------------ | ------------------------ | -------------------------- | --- |
| 1月1日                   | 元日                     | New Year's Day             | |
| 1月7日                   | 憲法記念日               | Constitution Day           | 新たに確定された祝日の一つで2019年から開始。1992年の憲法公表と1993年の第四共和政制定に基づいて制定された。     |
| 3月6日                   | 独立記念日               | Independence Day           | 1957年に独立したことを記念して制定された。                                                                     |
| 3月から5月、年により移動 | 復活祭                   | Easter                     | 前日に聖金曜日を祝い、終了後にはイースターマンデーを祝う。                                                     |
| 5月1日                   | メーデー                 | May Day                    | |
| 8月4日                   | 創設者の日               | Founders' Day              | 同国の独立運動に貢献したThe Big Sixを称えて制定された。                                                        |
| 9月21日                  | クワメ・エンクルマ記念日 | Kwame Nkrumah Memorial Day | 同国の初代首相（1957年-1960年）および初代大統領（1960年-1966年）であるエンクルマの誕生日を記念したものである。 |
| 12月第1金曜日            | 農民の日                 | Farmers' Day               | 同国の食品農業省によって導入されたもので、勤勉な農民と漁師を称える為の祝日として制定された。                   |
| 12月25日                 | クリスマス               | Christmas Day              | |
| 12月26日                 | ボクシングデー           | Boxing Day                 | |
| ヒジュラ暦第10月         | シャウワール             | Eid al-Fitr                | 1日からイド・アル＝フィトルとなる。別名で『断食の祭典』とも呼ばれる。                                          |
| ヒジュラ暦第12月         | ズー・アル＝ヒッジャ     | Eid al-Adha                | 10日からイード・アル＝アドハー（犠牲祭）となる。別名で『犠牲の饗宴』とも呼ばれる。                             |

### スポーツ
サッカー

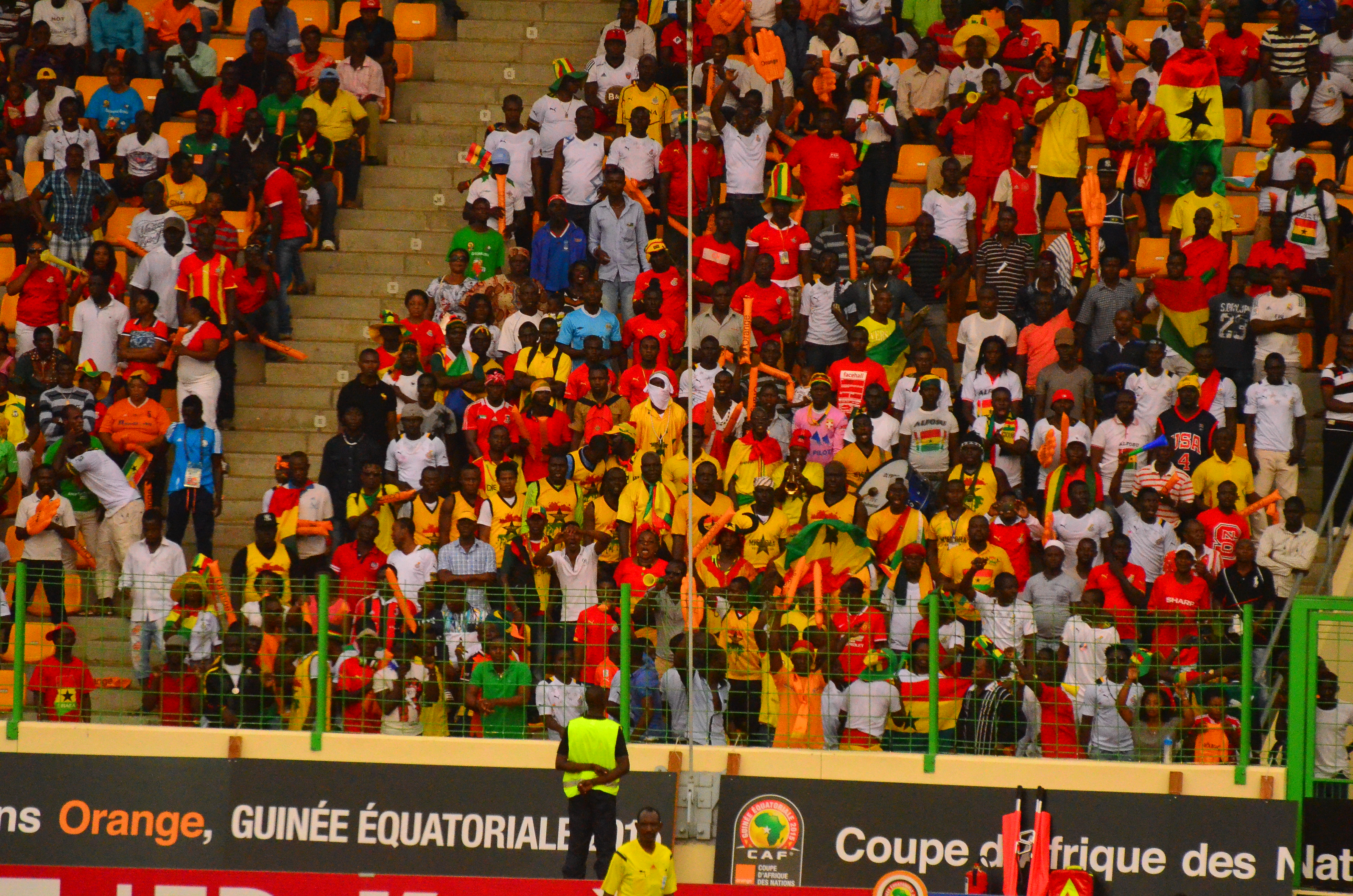
熱狂的な事で知られるサッカーガーナ代表のサポーター。

ガーナ国内ではサッカーが圧倒的に1番人気のスポーツであり、国民的なアイデンティティである。ガーナサッカー協会（GFA）によって構成されるサッカーガーナ代表は「ブラック・スターズ (The Black Stars)」の愛称で国中から絶大な支持を集めており、アフリカネイションズカップでは1963年大会、1965年大会、1978年大会、1982年大会と4度の優勝を飾っている。さらに1992年のバルセロナ五輪では、銅メダルを獲得している。
FIFAワールドカップには2006年ドイツ大会で初出場しグループリーグを突破したが、決勝トーナメントで前回大会王者のブラジル代表と当たりベスト16で敗退した。続く2010年南アフリカ大会にも出場し、アフリカ勢では1990年のカメルーン代表、2002年のセネガル代表以来となるベスト8に進出した。2014年ブラジル大会では、まさかのグループリーグ最下位での敗退となった。2022年カタール大会にも2大会ぶりに出場を果たした。
国内リーグとしては1956年にガーナ・プレミアリーグが創設されており、アサンテ・コトコSCとアクラ・ハーツ・オブ・オークの二強によってリーグは圧倒的に支配されている。また、リーグ戦以外にもガーナFAカップやガーナ・スーパーカップなども存在する。
ボクシング
ガーナではサッカーの次にボクシングも盛んであり、元WBA世界ウェルター級王者のアイク・クォーティや、元IBF世界ウェルター級王者のジョシュア・クロッティなど、単なる一王者ではなく世界水準でも評価の高い好選手を輩出している。さらにアズマー・ネルソンは、ガーナのみならず「アフリカボクシング界」全体の象徴になるまでの評価を得た選手である。

## 著名な出身者
- ヤァ・アサンテワァ - 王母（英語版）
- コフィー・アナン - 国際連合事務総長
- ニャホ・ニャホ＝タマクロー - ガーナサッカー協会会長
- マイケル・エッシェン - サッカー選手
- サリー・ムンタリ - サッカー選手
- アサモア・ギャン - サッカー選手
- ケヴィン＝プリンス・ボアテング - サッカー選手
- クワドォー・アサモア - サッカー選手
- クリスティアン・アツ - サッカー選手
- トーマス・パーテイ - サッカー選手
- アイク・クォーティ - プロボクサー
- ジョシュア・クロッティ - プロボクサー